# Sirio Tofanari
Sirio Tofanari (Firenze, 9 aprile 1886 – Milano, 12 ottobre 1969) è stato uno scultore italiano
famoso per le sue opere raffiguranti animali.

## Biografia
Figlio di Ludovico Tofanari e Rosa Salvi Ricciarini, secondo di quattro figli (tra cui il pittore Salvino Tofanari).
Già a 14 anni, forse influenzato dalla passione per la caccia di suo padre, dimostrò un vivo interesse per le figure di animali e una innata capacità di rappresentarli plasticamente. Lo testimonia una sua piccola scultura di un cervo ferito, realizzata appunto a 14 anni e rimasta sempre in famiglia.
Purtroppo già a 16 anni rimase orfano sia di padre che di madre.
Frequentò l'Accademia di belle arti di Firenze solo per un anno, insofferente della disciplina e del lavoro metodico richiesto dal corso ufficiale di scultura.
Nel 1906 si recò a Parigi e subito dopo a Londra dove poté dar libero sfogo al suo istinto e intuito di artista partendo dallo studio e dall'osservazione degli animali dal vivo, poiché a Londra c'era già allora un importante giardino zoologico. Anche le costanti visite alle collezioni anatomiche di animali nel Natural History Museum in South Kensington contribuirono a farlo diventare padrone delle fattezze e delle movenze di tanti animali.
Al rientro in Italia, le sue opere vennero esposte alla mostra di Faenza del 1908, dove il Re acquistò una sua gazzella in bronzo.
Dal 1909 al 1936 prese parte a quasi tutte le Biennali di Venezia e nel 1925 alla III Biennale Romana d'Arte, dove partecipò con una sala personale.
Numerosissime le esposizioni anche all'estero, tra cui San Francisco (1916), Buenos Aires (1923) (in Sud America ebbe particolare successo), Bruxelles (1928) dove la regina del Belgio fece acquisti personali. Anche in Italia il Re e la Regina Madre fecero diversi acquisti, così come diversi musei acquistarono sue opere dopo le varie esposizioni.
Negli anni 1914-1918 andò in guerra, soldato d'artiglieria, e al suo ritorno riprese l'attività.

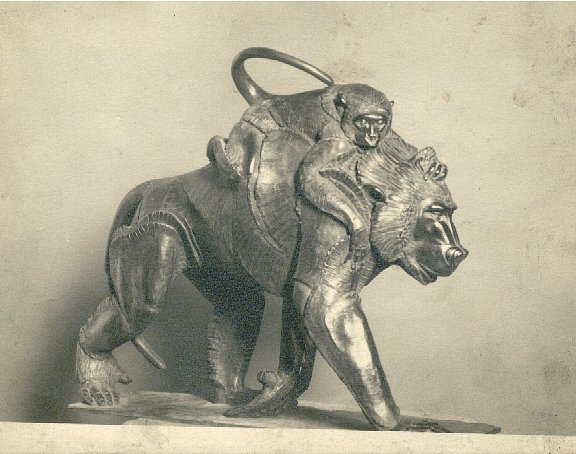
Babbuini - bronzo - 1920

Nel 1926 realizzò la "Fontana dei Coccodrilli" che fu installata nel nuovo stabilimento termale "Tettuccio" di Montecatini Terme, inaugurato il 17 ottobre 1926. La fontana, ora nota come “Fontana del Tettuccio”, ne divenne il simbolo, e simbolo quasi anche di Montecatini stessa. Durante la realizzazione delle Terme conobbe il celebre ceramista Galileo Chini e ne divenne amico, e così poi si cimentò anche in alcune opere in ceramica, collaborando con la Manifattura Chini (Fornaci San Lorenzo) di Borgo San Lorenzo nel Mugello.
In seguito ai notevoli successi artistici ottenuti oltre i confini d'Italia, il Re Vittorio Emanuele III lo onorò del titolo di Cavaliere, e fu anche nominato accademico corrispondente dell'Accademia delle arti del disegno di Firenze.
Nel 1937 si trasferì a Milano dove fu chiamato ad eseguire opere per conto del Comm. Dr. Antonio Feltrinelli e per il Senatore Giorgio Enrico Falck ed altre personalità.
Il 17 febbraio 1949, con speciale decreto del Presidente della Repubblica Italiana, fu nominato Accademico Nazionale dell'insigne Accademia Nazionale di San Luca di Roma, per la Classe della Scultura.
Nel corso dei successivi anni '50 non se la sentì più di fare opere di grandi dimensioni, e così si dedicò a piccole sculture, si potrebbe dire da soprammobile, e realizzò anche diverse opere in ceramica collaborando con la manifattura di ceramiche artistiche "Cacciapuoti" di Milano e con la "Società Ceramica Italiana" di Laveno.
Le sue opere, come si è detto, raffigurano quasi esclusivamente animali (famose soprattutto le sue scimmie e le sue gazzelle), colti quasi sempre in momenti di serena tranquillità. di affettuosa intimità familiare o di cura e protezione dei piccoli. Mai queste opere risultano inquietanti, anche nei pochi casi in cui viene raffigurata la cattura di una preda o il dramma di un animale ferito.

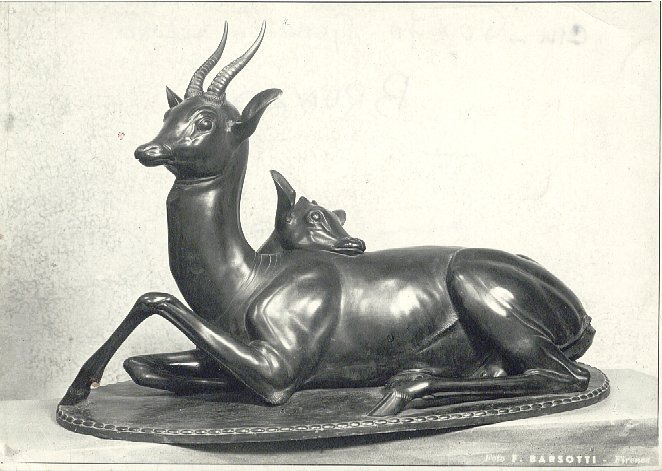
Gazzelle in riposo - bronzo - 1922

Dal 1960, negli ultimi anni della sua vita, per una sorta di riavvicinamento ad un senso mistico più tradizionale, si mise a fare dei bassorilievi in bronzo a soggetto religioso: il presepe con l'adorazione degli animali, San Francesco col lupo di Gubbio, San Francesco che predica agli uccelli, l'Ultima Cena e poi Madonne tenerissime e Crocifissioni drammaticissime.
Morì a 83 anni, solo un anno dopo la morte della moglie.
Citazioni riguardanti la sua persona e le sue opere sono presenti nel volume "Scultura Italiana Moderna" pubblicato dall'Istituto Poligrafico di Stato, nella Enciclopedia Treccani e nell'inglese "Who's Who".
Una spiacevole conseguenza della sua grande notorietà nella prima metà del XX secolo, fu il dilagare di falsi nei successivi decenni, poiché bastava apporre una firma "Tofanari" ad una qualsiasi scultura di animale, per garantirsi attenzione e soprattutto vendite. Gli eredi sono si sono impegnati, fin dagli anni '90, sia a contrastare la diffusione e circolazione di pezzi falsi o contraffatti, sia ad autenticare eventuali pezzi regolari ma rimasti esclusi dalla catalogazione realizzata dagli eredi stessi.

## Stile e percorso artistico
Lo stile artistico di Sirio Tofanari e la sua evoluzione possono essere tratteggiati a partire dai giudizi che di lui diedero alcuni tra i più importanti critici d'arte dell'epoca, tra i quali Ugo Ojetti, Antonio Maraini, Carlo Carrà, Roberto Papini, Enrico Sacchetti.
Per cominciare, il Tofanari stesso, nel suo breve scritto Il mio credo artistico, inserito nel catalogo di una mostra nel 1957, dichiarò di non avere mai avuto maestri, e Arturo Lancellotti lo ritiene plausibile scrivendo, in occasione della Terza Biennale di Roma nel 1925:
(Arturo Lancellotti, La terza Biennale di Roma – Onorato Carlandi-Primo Conti-Sirio Tofanari in Corriere d’Italia (Roma) del 28 maggio 1925)
Sirio Tofanari eraè dunque un autodidatta, ma comunque ben inserito nell'ambiente culturale e artistico dell'epoca, avendo rapporti frequenti, a volte di amicizia, con diversi esponenti di spicco, quali gli scultori Antonio Maraini, Italo Griselli, Arturo Dazzi, Attilio Fagioli, Augusto Passaglia, Moschi, e i pittori Primo Conti, Annibale Scaroni e lo stesso fratello Salvino Tofanari, il pittore e incisore Giuseppe Graziosi, il grande ceramista Galileo Chini, gli architetti Coppedè e Giovannozzi, lo scrittore e illustratore Enrico Sacchetti, e gli scrittori e critici d'arte Roberto Papini e Ugo Ojetti (con il quale ci fu profonda amicizia).
Comunque, qualche richiamo ad esperienze di precedenti artisti è stato già a quel tempo individuato. 
Il suo istintivo bisogno di modellare animali senza insegnamento di scuola, all'inizio lo portò ad un impressionismo resogli necessario dal continuo movimento dei suo modelli. Così alcuni critici, a proposito delle sue prime opere, scrivono che ricordano l'impressionismo di Troubetzkoy e in particolare di Bugatti di cui vide sicuramente diverse opere.
Ma già tra il 1920 e il 1923 il suo stile si era evoluto e consolidato, con il raggiungimento di una classicità della forma cui l'esperienza impressionistica conferisce una vivacità inaspettata. Da alcuni critici è stato fatto anche il nome di Barye, come accostamento di stile, ma precisando che Tofanari risultava più moderno e dinamico.

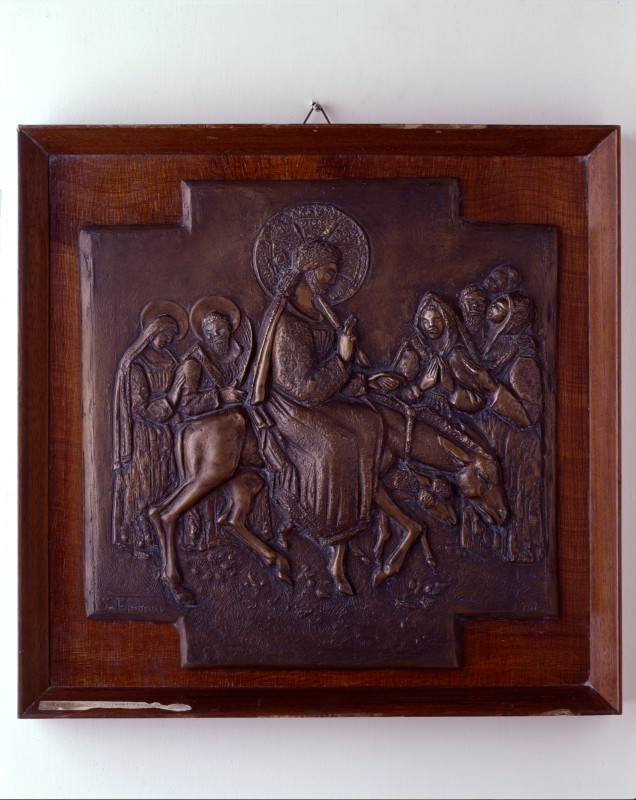
Verso Gerusalemme, 1961 (Fondazione Cariplo)

Fu spesso notato il suo lavoro di dettaglio sui pelami e sui piumaggi, che realizzava intervenendo anche sulle cere da affidare al fonditore e poi cesellando direttamente il bronzo. Grande attenzione mise sempre alla realizzazione delle patine dei bronzi, cercando quella che rendesse al meglio l'impressione che voleva trasmettere. 
È stato anche messo in luce il carattere divertente e umoristico di alcune sue composizioni.
Dal 1960, negli ultimi anni della sua vita, per una sorta di riavvicinamento ad un senso mistico più tradizionale, si mise a fare dei bassorilievi in bronzo a soggetto religioso: il presepe con l'adorazione degli animali, San Francesco col lupo di Gubbio, San Francesco che predica agli uccelli, l'Ultima Cena e poi Madonne tenerissime e Crocifissioni drammaticissime.

## Opere
Si conoscono 213 opere di cui 156 in bronzo, 3 in marmo, 15 in argento, 11 in ceramica, 6 in terracotta, e le altre in gesso, plastilina e cera.
Le più importanti sono :
- Leopardo, 1905, bronzo cm h23x50x58, Quirinale - Roma
- Carezza, 1907, bronzo cm h35x44x40, Galleria d'Arte Moderna (Palazzo Pitti) - Firenze
- Gufo, 1920, bronzo cm h40, Galleria d'Arte Moderna (Palazzo Pitti) - Firenze
- Babbuini, 1920, bronzo cm h52x67, Quirinale - Roma
- Caccia al cervo, 1920, bronzo cm h20x80, Museo d'Arte Italiano - Lima
- Lepre a covo, 1920, bronzo cm h20, collezione privata
- Gazzelle in riposo, 1922, bronzo cm h60x70, collocazione sconosciuta
- Cucciolo pentito, 1924, bronzo cm h52, Musei Capitolini - Roma
- Gazzella, 1924, bronzo cm h46, collezione privata
- Fontana del Tettuccio, opera composita, Stabilimento Tettuccio, Montecatini Terme
- Pasto della Pantera, 1930, marmo grigio cm h50x138, Galleria Nazionale d'Arte Moderna - Roma
- Tuffo di Pesci, 1930 bronzo cm h48, collocazione sconosciuta
- Il nido delle Cicogne, 1930, bassorilievo in bronzo su legno cm h80x128, collezione privata
- Satirina, 1930, bronzo cm h122, parte di fontana, collezione privata
- Antilope morente, 1934, bronzo cm h68, Galleria Nazionale d'Arte Moderna - Roma
- Fontana di Storioni, 1940, bronzo cm h250, collezione privata

## Esposizioni
Si conoscono 48 esposizioni a cui Sirio Tofanari ha partecipato, di cui 17 personali o con una o più sale dedicate esclusivamente a lui.
Le più importanti sono:
- 1909, VIII Biennale d'Arte di Venezia, e le successive edizioni XII, XIV, XV, XVI, XIX, XX
- 1916, Esposizione al Golden Gate Memorial Museum (M. H. de Young Museum), San Francisco
- 1923, Mostra individuale di Serafino Macchiati, Sirio Tofanari e Mario Sotgia, Galleria Pesaro di Milano
- 1923, Esposizione d'Arte Italiana, Salon Nacional de Bellas Artes, Buenos Aires
- 1925, III Biennale Romana d'Arte, Roma
- 1928, Galleria d'Arte Kodak, Bruxelles
- 1931, Prima Quadriennale Nazionale d'Arte di Roma
- 1932, Mostra personale di Galileo Chini e di Sirio Tofanari, Galleria Vitelli, Genova
- 1941, Mostra personale di Annibale Scaroni e di Sirio Tofanari, Galleria Guglielmi, Milano
- 1957, Mostra personale, Galleria Cocchini, Livorno
- 1992, Scultura italiana del primo novecento (a cura di Vittorio Sgarbi), Castello Estense, Mesola (FE)
- 2001, Sculture di Sirio Tofanari (a cura di Daniele Crippa), Comune di Montecatini Terme